# San Francesco (Ravenna)

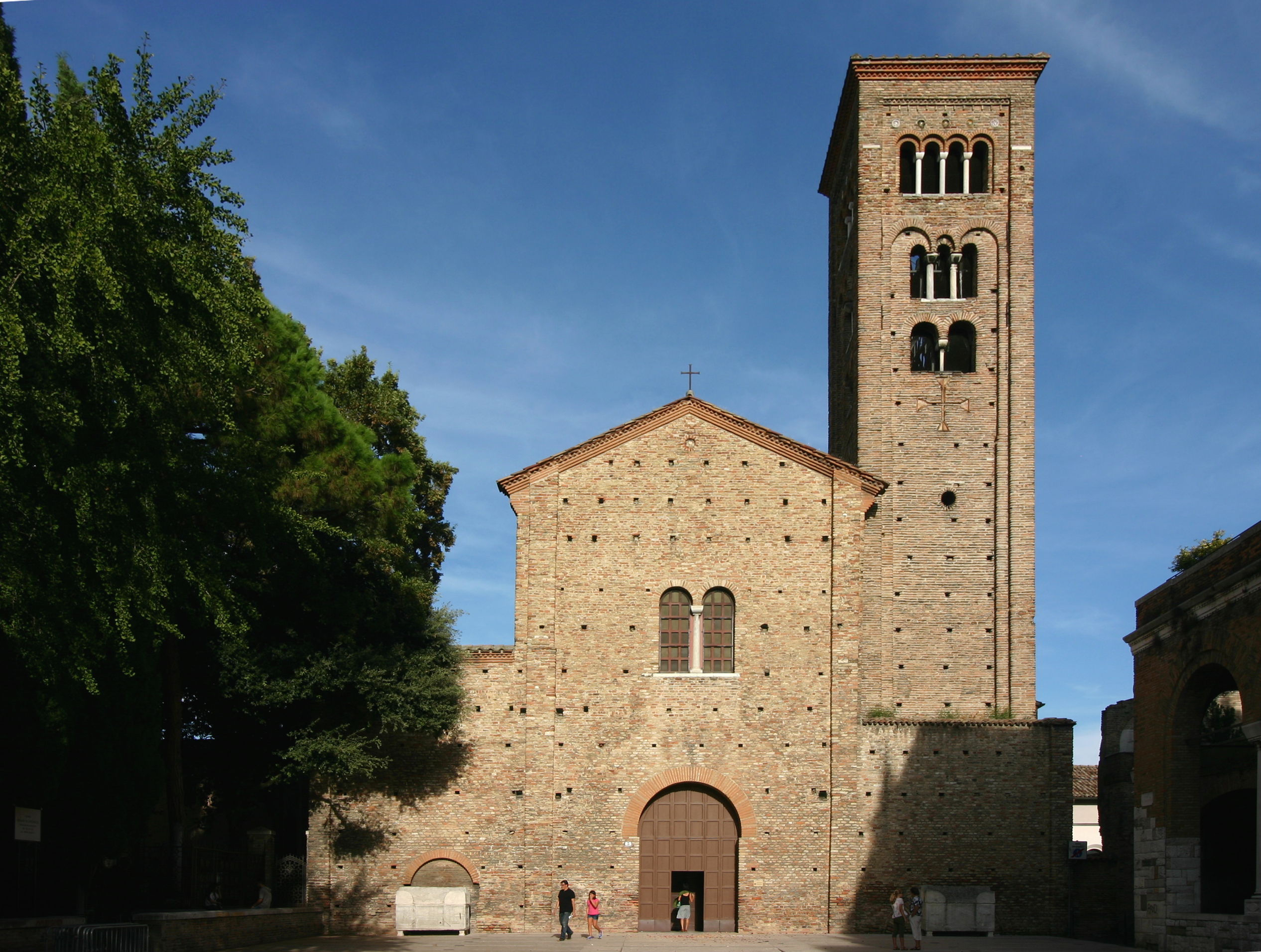
Basilika San Francesco

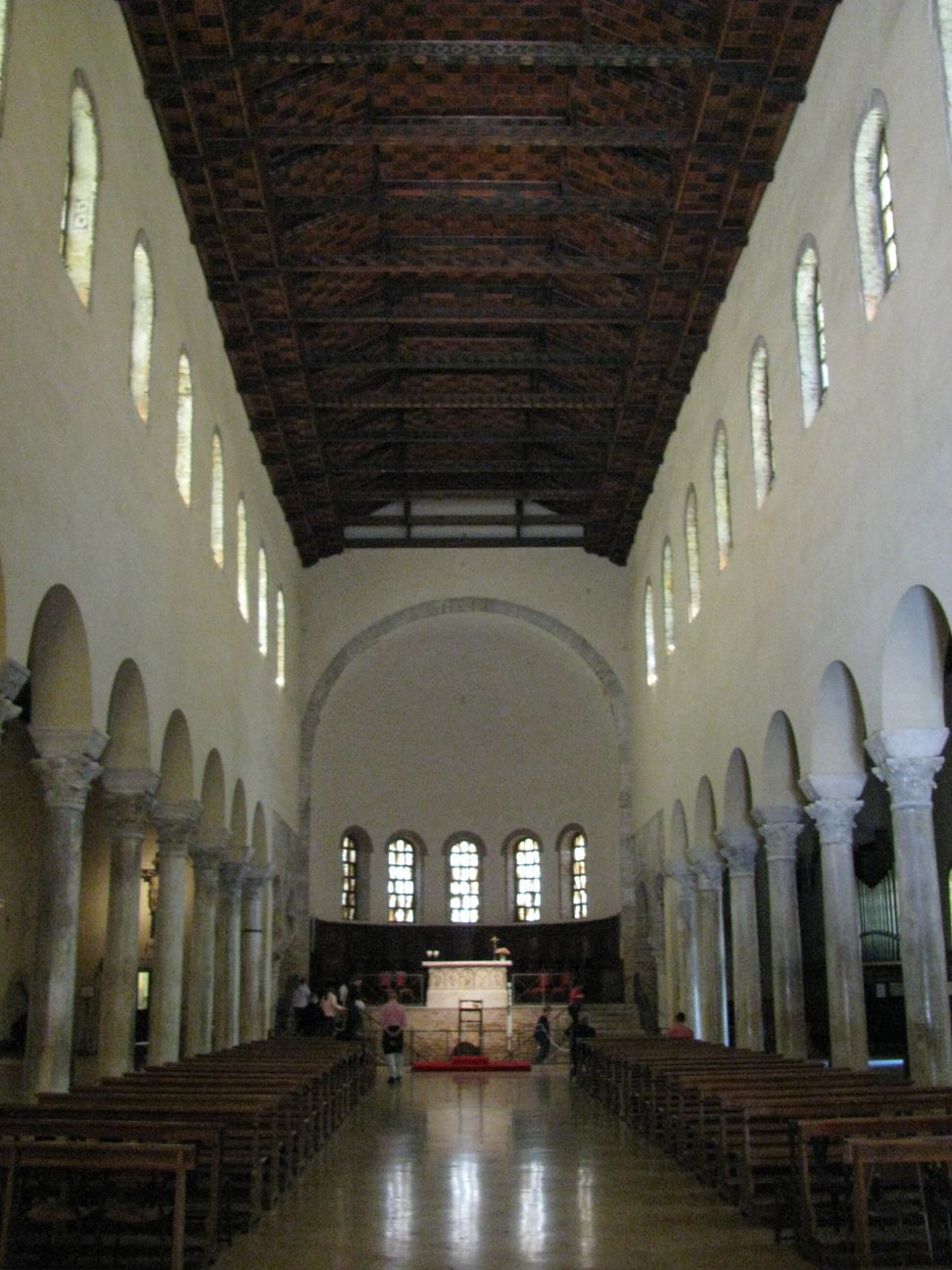
Innenraum der Basilika San Francesco

Die Kirche San Francesco an der Piazza S. Francesco in der oberitalienischen Stadt Ravenna ist eine dreischiffige Säulenbasilika. Sie wird bis heute von den Minoriten betreut.

## Geschichte
Mit dem Bau des ursprünglichen Kirchengebäudes, das aus der Zeit des Bischofs Neon stammt, war kurz nach Mitte des 5. Jahrhunderts begonnen worden. Die Fertigstellung erfolgte um die Zeit der Wende vom 5. zum 6. Jahrhundert. Der 32,90 Meter hohe viereckige Campanile wird auf das 9. Jahrhundert datiert. Die Basilika war den Aposteln geweiht worden.
Um das Jahr 1000 herum wurde die Kirche neu aufgebaut und nun nach San Pier Maggiore benannt, dem sie geweiht wurde. Seit dieser Zeit sind die Wandmosaiken, die den hl. Petrus und den hl. Paulus darstellten, nicht mehr vorhanden.
Ihren heutigen Namen erhielt die Basilika im Jahr 1261, als der Erzbischof Fontana sie dem Mönchsorden der Franziskaner übereignete.
Im 17. und 18. Jahrhundert wurden Umbauten vorgenommen. Die aus kunstgeschichtlicher Sicht schlimmsten Eingriffe erfolgten im 18. Jahrhundert, als man nicht davor zurückschreckte, die Originalkapitelle der Säulen mit Meißeln zu bearbeiten und mit farbigem Stuck zu überziehen. Die heutigen Verkleidungen der Kapitelle bestehen aus Alabastergips.

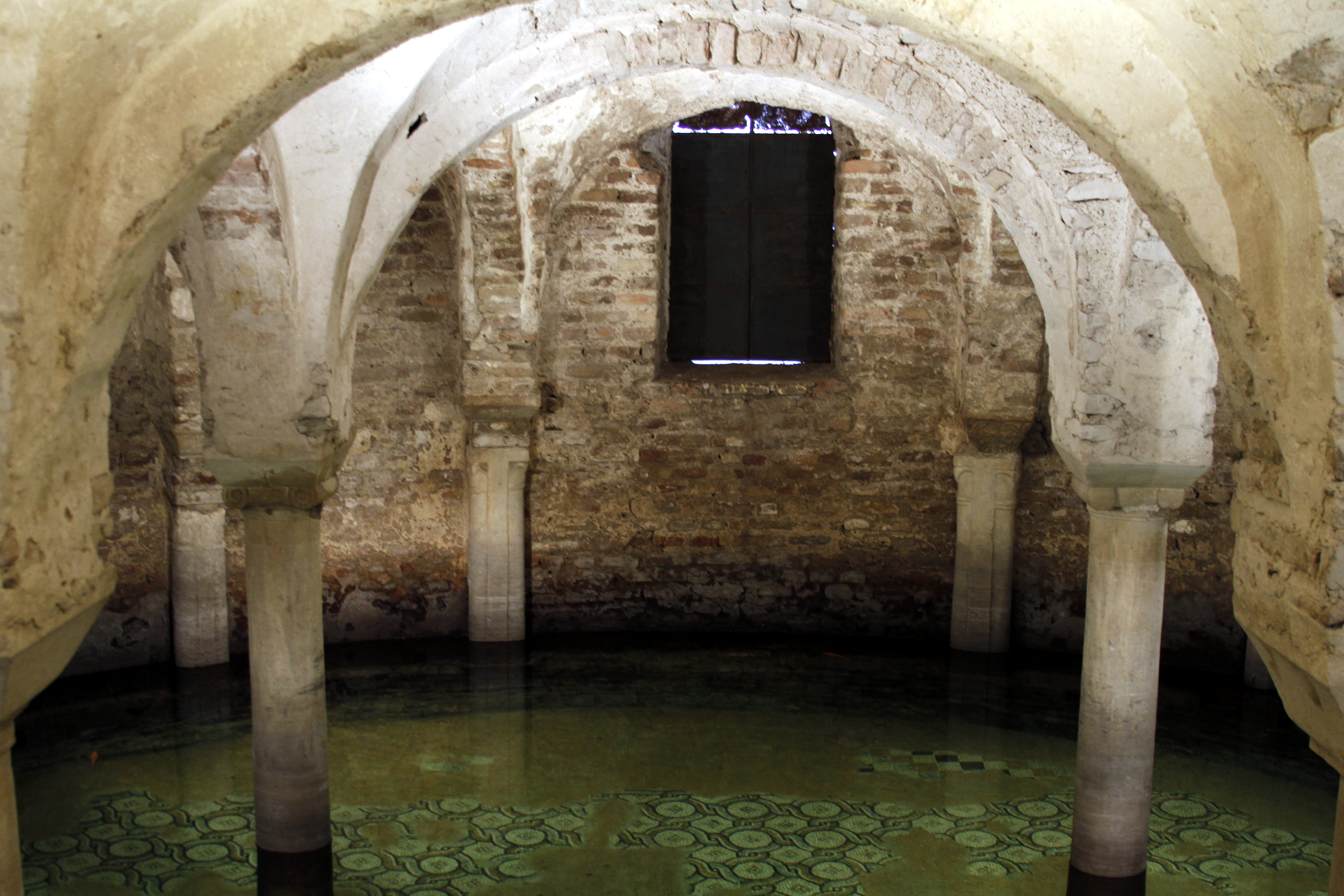
Über 3,50 Meter unterhalb der Chorpartie freigelegtes Gewölbe mit von Grundwasser bedecktem Mosaikfußboden des ursprünglichen Kirchengebäudes, das heute als Aquarium genutzt wird.

Unter dem Fußboden des Presbyteriums ist die Grabstätte des Bischofs Neon entdeckt worden. Während der Ausgrabungsarbeiten im Jahr 1879 wurde die alte Chorpartie mit dem ursprünglichen Mosaikfußboden freigelegt, dessen Niveau mehr als 3,50 Meter tief und damit unterhalb des Grundwasserpegels liegt. Wie alle anderen antiken Gebäude Ravennas war auch das ursprüngliche  Kirchengebäude im Laufe der Jahrhunderte im relativ weichen Untergrund abgesunken. Das freigelegte, von Säulen getragene Gewölbe der Chorpartie, in dem das Grundwasser steht, kann auf Knopfdruck innen beleuchtet und dann von außen durch Maueröffnungen hindurch besichtigt werden.
Bei den Ausgrabungsarbeiten wurden ein Marmorsarkophag und wertvoller antiker Goldschmuck gefunden. Der Goldschmuck, der anschließend im Nationalmuseum von Ravenna ausgestellt worden war, wurde dort zusammen mit dem goldverzierten sogenannten „Panzer Theoderichs“, der bei Ausgrabungen im Umfeld des Grabmals Theoderichs gefunden war, entwendet und ist seither verschwunden.
Es gilt als sicher, dass in der Basilika San Francesco die Begräbnisfeierlichkeiten für Dante Alighieri stattgefunden haben, dessen Grabmal sich in unmittelbarer Nachbarschaft befindet. 
Im Jahr 2018 wurde in einem Seitenaltar eine lebensgroße, betont realistisch gestaltete Statue des heiliggesprochenen Franziskaner-Paters Maximilian Kolbe († 1941 in Auschwitz) aufgestellt.

## Orgel
Die Orgel im rechten Seitenschiff wurde 1970 von der Orgelbaufirma Balbiani-Vegezzi Bossi (Mailand) erbaut. Das Instrument hat 20 Register auf zwei Manualen und Pedal und lässt sich von einem mobilen Spieltisch aus anspielen. Die Trakturen sind elektrisch.
| I Grand'Organo C-a3 |              |       |
| 1.                  | Principale   | 8′    |
| 2.                  | Flauto       | 8′    |
| 3.                  | Ottava       | 4′    |
| 4.                  | Duodecima    | 2 ⁄3′ |
| 5.                  | Decimaquinta | 2′    |
| 6.                  | Ripieno      |       |
| 7.                  | Tromba       | 8′    |
| 8.                  | Dulciana     | 8′    |

| II Organo Espressivo C-a3 |              |       |
| 9.                        | Bordone      | 8′    |
| 10.                       | Viola gamba  | 8′    |
| 11.                       | Coro celeste | 8′    |
| 12.                       | Flauto       | 4′    |
| 13.                       | Nazardo      | 2 ⁄3′ |
| 14.                       | Flautino     | 2′    |
| 15.                       | Pienino      |       |
| 16.                       | Oboe         | 8′    |

| Pedale C-g1 |              |     |
| 17.         | Contrabbasso | 16′ |
| 18.         | Subbasso     | 16′ |
| 19.         | Basso        | 8′  |
| 20.         | Cello        | 8′  |